# Tmesisternus lictorius
Tmesisternus lictorius är en skalbaggsart. Tmesisternus lictorius ingår i släktet Tmesisternus och familjen långhorningar.

## Underarter
Arten delas in i följande underarter:
- T. l. lictorius
- T. l. biak